# 竹林義彦
竹林 義彦（たけばやし よしひこ、1944年2月1日-  ）は、日本の経営者。三井金属鉱業社長を務めた。東京都出身。

## 来歴・人物
1967年に東京大学経済学部を卒業し、同年に三井金属鉱業に入社した。1999年6月に取締役に就任し、2001年4月に常務を経て、2005年6月に専務に就任し、2007年6月には社長に昇格した。2009年12月末に特別顧問に退いた。